# Fenkel Northern Redsea
El Fenkel Northern Redsea és una competició ciclista per etapes que es disputa a Eritrea. La cursa forma part de l'UCI Africa Tour, amb una categoria 2.2.

## Palmarès
| Any       | Vencedor         | Segon            | Tercer            |
| --------- | ---------------- | ---------------- | ----------------- |
| 2013      | Tesfay Abraha    | Awet Ghebremedhn | Mekseb Debesay    |
| 2014-1015 | No disputada     |                  |                   |
| 2016      | Michael Habtom   | Adhanom Zemekael | Amanuel Million   |
| 2017      | Pierpaolo Ficara | Zemenfes Solomon | Mehari Tesfatsion |